# Wu Peifu
Wu Peifu (Wu P'ei-fu (Wade-Giles) ; chinois simplifié : 吴佩孚 ; chinois traditionnel : 吳佩孚 ; pinyin : Wú Pèifú) (1874–1939), est un des principaux seigneurs de la guerre qui dominent la république de Chine de 1916 à 1927, « l'un des derniers généraux-lettrés de la vieille Chine ».

## Biographie
Né dans la province du Shandong en Chine de l’Est, Wu reçoit une éducation chinoise traditionnelle. Il est admis plus tard à l’Académie militaire de Baoding (保定軍校) à Pékin et devient militaire de carrière. Ses talents d’officier sont rapidement reconnus par ses supérieurs et il monte en grade rapidement. 
Wu rejoint la Nouvelle Armée (新軍) (renommée l’Armée de Beiyang en 1902) créée par le général Yuan Shikai, modernisateur de la dynastie Qing. Après la chute des Qing en 1911, après que Yuan Shikai est devenu président de la république de Chine, et après son essai désastreux de s'auto-proclamer empereur, le pouvoir politique en Chine se retrouve rapidement dans les mains de diverses autorités militaires, inaugurant une nouvelle ère de seigneurs de la guerre. 

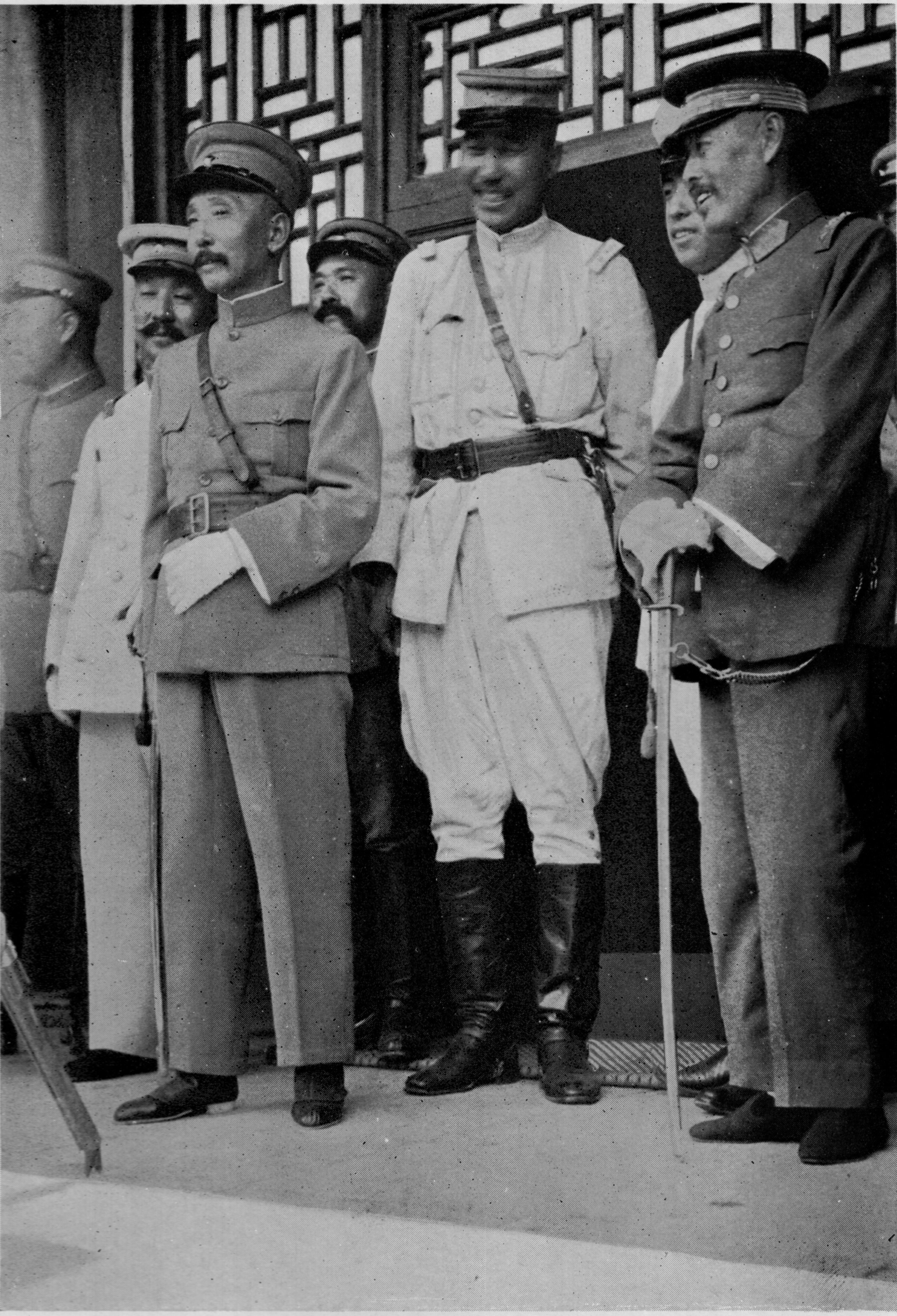
Zhang Zuolin, Zhang Zongchang, Wu Peifu, le 28 juin 1926

Après la mort de Yuan en 1916, son armée de Beiyang se sépare en plusieurs cliques hostiles qui bataillent pour la suprématie durant plusieurs années. Les factions principales sont la clique de l’Anhui de Duan Qirui ( 皖系 Wanxi), la clique du Fengtian de Zhang Zuolin ( 奉天系 ; en ce qui s’appelle maintenant la province du Liaoning), et la clique du Zhili de Feng Guozhang ( 直系 Zhixi). La clique du Zhili est prise en 1919 par Cao Kun, Wu Peifu et Sun Chuanfang. En 1920 la clique de l’Anhui, accusée de collaborer avec le Japon, est vaincue par Cao Kun. Les deux autres groupes du Zhili et du Fengtian, se heurtent d'abord en 1922 lors de la première guerre Zhili-Fengtian, puis en 1924 lors de la seconde guerre Zhili-Fengtian. Après le premier heurt, Zhang Zuolin déclare son indépendance, suivi par de nombreux gouverneurs militaires qui gouvernent indépendamment de Pékin maintenant dominé par la clique de Cao Kun. 
Après que Cao Kun a forcé le parlement à le nommer président en 1923, le gouverneur du Zhejiang, Lu Yongxiang (盧永祥), forme une alliance avec Zhang Zuolin et Sun Yat-sen et menace de prendre la ville de Shanghai. Wu Peifu envoie Sun Chuanfang, gouverneur du Jiangsu, pour amadouer Lu Yongxiang, mais au même moment Zhang Zuolin attaque les armées du Zhili, que Wu commandent, dans le nord. 
Wu Peifu, nommé le « maréchal de Jade » (玉帥) et généralement reconnu comme le stratège le plus capable de son temps, doit gagner et ce faisant mettre un terme aux autorités régionales quasi indépendantes. Cent mille hommes combattent dans cette bataille entre l’armée du Fengtian de Zhang Zuolin et les forces du Zhili de Wu Peifu. À un moment-clé, un des alliés principaux de Wu, Feng Yuxiang, chargé de la défense de Pékin, trahi ses alliés et occupe la capitale lors du coup de Pékin, renversant le gouvernement et proclamant un nouveau gouvernement légèrement progressif. La stratégie militaire de Wu Peifu est ébranlée et il est vaincu par les armées de Zhang près de Tientsin (Tianjin aujourd'hui). Après la victoire de la clique du Fengtian, Duan Qirui est élu chef d’État et proclame un gouvernement provisoire. 
Wu maintient une base dans les provinces du Hubei et du Henan en Chine centrale jusqu’à sa confrontation avec l’armée du Kuomindang au cours de l’expédition du Nord en 1927. Avec les armées des alliés du Kuomindang qui contrôlent le Nord-Ouest, Wu est obligé de se retirer à Zhengzhou dans la province du Henan.
En 1923, Wu casse une grève du chemin de fer de Hankéou à Pékin d’une manière impitoyable, en envoyant des troupes pour éliminer les grévistes et leurs chefs. Les soldats tuent trente-cinq ouvriers et en blessent beaucoup plus. La réputation de Wu en souffre au sein du peuple chinois, bien qu’il gagne les faveurs des Britanniques et des Américains qui ont des intérêts commerciaux en Chine.
Après l’éclatement de la guerre sino-japonaise, Wu refuse de collaborer avec les Japonais. En 1939, les Japonais l’invitent à être le chef d’un gouvernement fantoche en Chine du Nord, mais Wu pose une condition impossible : que tous les soldats japonais quittent le sol chinois et rentrent au Japon. Il se retire de la vie publique et meurt la même année dans des conditions que certains croient suspectes.